# Густав Биховски
Д-р Гу̀став Бихо̀вски (на полски: Gustav Bychowski) е полски лекар и психоаналитик от еврейски произход.

## Биография
Роден е през 1895 година във Варшава, Полша, в семейството на невропсихиатъра Зигмунт Биховски и Гизела, с моминско име Хорвиц. Учи медицина в Цюрихския университет. Специализира психиатрия в Бургхьолцли при Ойген Блойлер и психоанализа при Зигмунд Фройд. Завръща се през 1921 г. във Варшава и прави първия превод на Уводните лекции по психоанализа на Фройд на полски език. След като нацистите нападат Полша, той и семейството му напускат страната през 1938 и заминават за САЩ. Синът му е свален над Германия, докато лети със самолет на военновъздушните сили на Полша базирани във Великобритания.
Умира на 3 април 1972 година във Фес, Мароко, на 77-годишна възраст, докато е на екскурзия с жена си Мария.